# Луисбург (Охајо)
Луисбург (енгл. Lewisburg) град је у америчкој савезној држави Охајо.

## Демографија
По попису из 2010. године број становника је 1.820, што је 22 (1,2%) становника више него 2000. године.
| Група             | 2000.         | 2010.         |
| Белци             | 1.762 (98,0%) | 1.757 (96,5%) |
| Афроамериканци    | 1 (0,1%)      | 4 (0,2%)      |
| Азијати           | 10 (0,6%)     | 9 (0,5%)      |
| Хиспаноамериканци | 9 (0,5%)      | 14 (0,8%)     |
| Укупно            | 1.798         | 1.820         |